# Un violador en tu camino

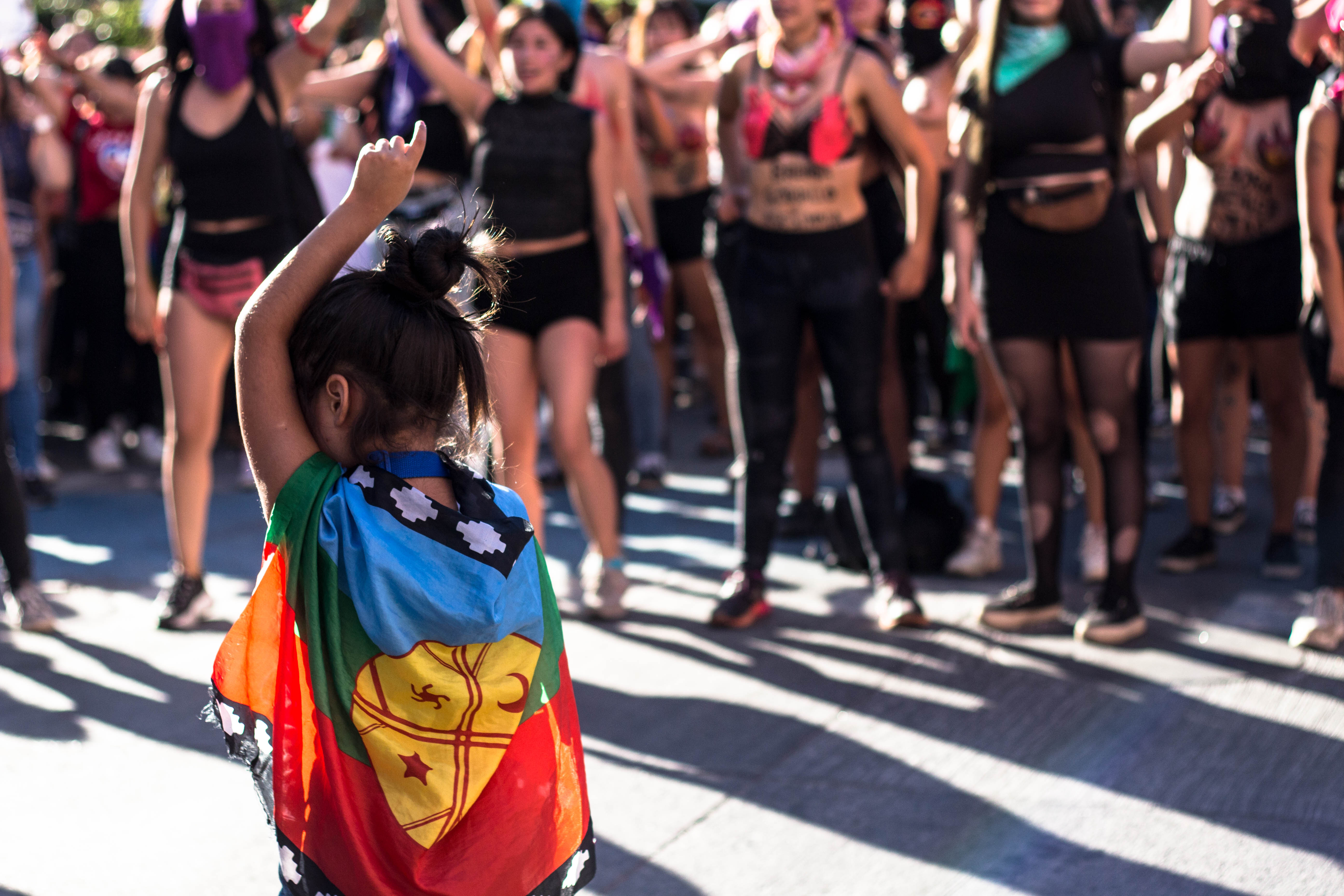
Aufnahme eines Ausschnittes während der Performance Un violador en tu camino

Un violador en tu camino, (deutsch: Ein Vergewaltiger auf deinem Weg) auch bekannt als El violador eres tú, ist eine feministische Protestperformance. Sie wurde im Jahr 2019 von dem feministischen Kollektiv LasTesis aus Valparaíso, Chile, geschaffen, um im Rahmen der chilenischen Protestbewegung 2019/2020 gegen die Verletzung von Frauenrechten und die Ablehnung des Geschlechts-/Geschlechtersystems in Chile zu demonstrieren.
Die Performance wurde erstmals am 20. November 2019 in Valparaíso aufgeführt, auf dem Aníbal-Pinto-Platz, dem Victoria-Platz und vor der Zweiten Polizeistation der Carabineros de Chile. Eine zweite Performance von 2000 Chileninnen folgte in Santiago de Chile am 25. November 2019, im Rahmen des Internationalen Tages zur Beseitigung von Gewalt gegen Frauen. Die Performance wurde in zahlreiche Sprachen übersetzt und entwickelte sich in kürzester Zeit weltweit zu einer feministischen Hymne. Grundlage für das Stück schuf das Werk von Rita Segato.

## Entstehung und Bedeutung

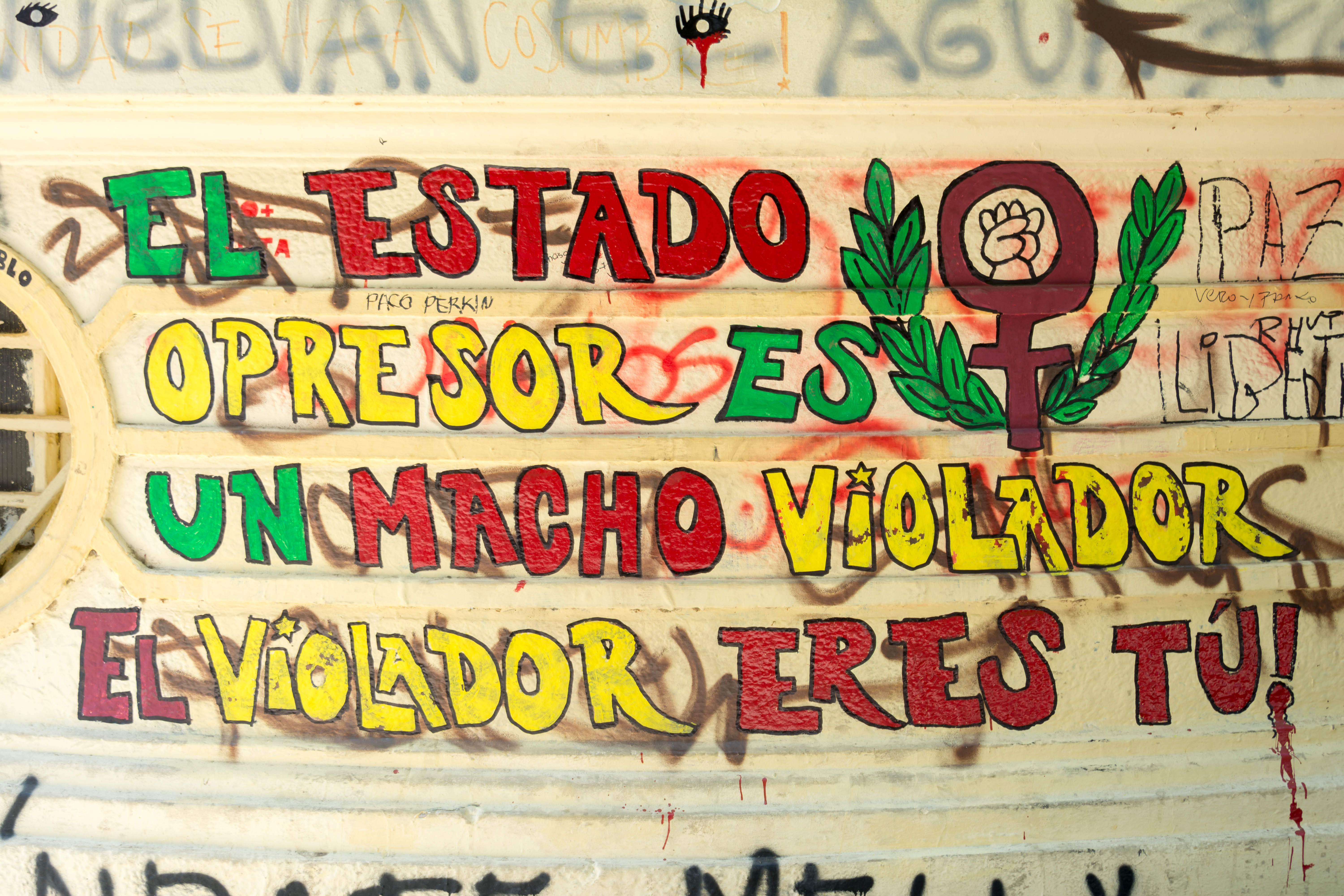
Graffiti mit einer Textzeile der Performance in Quillota

Die Performance Un violador en tu camino wurde erstmals während einer Demonstration vor einer Polizeistation am 20. November 2019 in Valparaíso durch das feministische Kollektiv LasTesis (Eigenschreibweise LASTESIS) öffentlich aufgeführt. Am 25. November war diese Teil der Demonstrationen zum Internationalen Tag für die Beseitigung von Gewalt gegen Frauen. Nach der Aufführung verbreitete sich die Performance weltweit und wurde ein Massenprotest von Frauen, die gegen patriarchale Strukturen wie Gewalt gegen Frauen und deren strukturellen Verbindungen auf staatlicher Ebene protestierten. Videos der zahlreichen Performances aus verschiedenen Ländern verbreiteten sich rasch online und zeigen das interaktive Zusammenwirken von Publikum und Akteurinnen. Es entstand eine starke Verbindung des globalen Feminismus, der durch digitale soziale Netzwerke gefestigt wurde.
Die Performance besteht aus Gesang mit Choreografie, deren Texte sich u. a. auf feministische Werke von Rita Segato und Virginie Despentes beziehen und sich mit den Ursachen und Folgen von sexueller Gewalt gegen Frauen auseinandersetzen. Sie schufen eine künstlerische Ressource, die die Hauptthesen des Feminismus und seine Forderungen leicht in der Öffentlichkeit kommunizieren konnte. Daher rührt auch der Name des Kollektivs LasTesis (Die Thesen). Durch die schnelle Verbreitung von Aufzeichnungen der Aufführung wurden LasTesis weltweit angefragt, das Stück aufzuführen. Sie beschlossen, den Text und die Choreografie allen zur Verfügung zu stellen, damit die Frauen den Text an landesspezifische Umstände anpassen und sich die Aufführung aneignen konnten. Der Text wurde in viele Sprachen übersetzt und auf der ganzen Welt gehört: „Un Violador en tu Camino wurde zu einer Hymne für Frauen rund um den Globus, und ihre kraftvolle Wirkung machte einige Dinge überdeutlich: Frauenfeindlichkeit kennt keine Grenzen, das Patriarchat ist überall auf der Welt lebendig, und Frauen lassen sich das nicht mehr gefallen.“
LasTesis wurde in Buenos Aires von Lea Cáceres, Paula Cometa, Sibila Sotomayor und Daffne Valdés gegründet.

## Performance und Text
Die Performance ist eine Kreation des feministischen Kollektivs LasTesis und ist eine Performance von Frauen aller Altersgruppen, Klassen und Herkünften.
Ein markantes visuelles Merkmal der Performance bilden schwarze und grüne Tücher. Die Augen der Teilnehmenden sind mit schwarzen Tüchern bedeckt, während sie ein grünes Halstuch tragen, das symbolisch für die Entkriminalisierung von Schwangerschaftsabbrüchen steht. Die Performenden stellen sich in Reihen auf und choreographieren ein Lied, das sich gegen das Patriarchat und die zahlreichen Formen von Gewalt gegen Frauen richtet. Sowohl Choreografie und Text der Performance thematisieren verschiedene Formen von Gewalt gegen Frauen, darunter Belästigung auf der Straße, sexuellen Missbrauch, Vergewaltigung, Femizide und Entführungen/Verschwinden von Frauen. Es werden die Untätigkeit der Gesellschaft, der Exekutive und der Justiz, die diese Verbrechen nicht angemessen verfolgen und bestrafen, kritisiert. Un violador en tu camino beginnt damit, staatliche Institutionen zu tadeln: „Der Staat ist ein Richter / der uns bei der Geburt richtet / und unsere Strafe / ist die Gewalt, die du siehst (…)“. Die Performance bezeichnet sie als Komplizen und verwendet dabei den markanten Satz „Der Vergewaltiger bist du“ (spanisch: „El violador eres tú“). Die Namensgebung der Performance ist eine parodierende Anspielung auf die Hymne der Carabineros de Chile. „Un violador en tu camino“ spielt auf den Slogan „Un amigo en tu camino“ an, der in den 1990er-Jahren von den Carabineros als Wahlkampfslogan verwendet wurde. Es wird eine Strophe aus der Hymne der Carabineros de Chile ironisch zitiert: „Schlaf ruhig, unschuldiges Mädchen, ohne dich um den Banditen zu sorgen, der über deine Träume wacht, süß und lächelnd, dein liebender Carabinero“.

## Politische Auswirkungen
Am 5. Dezember 2019 führten mehr als 10.000 Frauen die Performance Un violador en tu camino vor dem Estadio Nacional (Nationalstadion) auf. Der Ort gilt als ehemaliges größtes Folterzentrum der Diktatur. Die Aufführung führte unmittelbar zu einer Stärkung der feministischen Bewegungen, da sie zeitgleich mit der Möglichkeit eines Verfassungsreferendums stattfand. Die Politikwissenschaftlerin Rosa Moreno, die in den 70er-Jahren vor der Diktatur nach Europa floh und ehemalige Direktorin von Greenpeace Belgien war, beschrieb der Zeit ihre Eindrücke: „Las Tesis haben etwas in Worte und Bewegung gefasst, was Millionen von uns Frauen erlebt haben. Das war ein unglaublich kraftvolles Gefühl für uns alle“, und: „Während der Performance haben wir die Folter und die Morde aus der Diktatur an vielen unserer Freundinnen von damals nochmals so erlebt, als wäre es heute. Aber auch die Gewalt, die Verachtung und Erniedrigung, mit der wir tagtäglich konfrontiert sind – das alles plötzlich mit den Worten und Gesten der Las Tesis gemeinsam in einem riesigen Chor mit so vielen anderen Frauen in die Welt schreien zu können, war unglaublich befreiend.“
Bis Januar 2020 erhielt die Wahlkommission (Servicio Electoral) neun Anträge zur Registrierung neuer politischer Parteien, darunter die Partido Alternativa Feminista (deutsch: Feministische Alternative Partei PAF). Die PAF, die direkt von der Performance von LasTesis beeinflusst wurde, führte Diskurse darüber, wie feministische Bewegungen den bevorstehenden Verfassungsprozess beeinflussen sollten.
Die PAF wurde Ende Januar 2020 offiziell gegründet und basiert auf dem Konzept des intersektionalen Feminismus. Sie strebt nach einer gerechten und solidarischen Gesellschaft, frei von patriarchaler und neoliberaler Gewalt. Die Gründung der PAF zeigt die Beziehung zwischen feministischen Bewegungen und Institutionen auf: „Chilenische Feministinnen waren bisher desinteressiert daran, politische Parteien zu gründen, weil es bedeutete, dem patriarchalen System beizutreten, aber wir haben unsere Meinung geändert und beschlossen, von innen heraus zu kämpfen.“ Während die PAF die Institutionalisierung der Diskussion vorantreibt, plädieren Kollektive und Basisorganisationen weiterhin für Autonomie.
Aufgrund der Wirkung ihrer Arbeit wurde LasTesis in die Time 100 der einflussreichsten Menschen des Jahres 2020 weltweit aufgenommen.